# حرب المارون الأولى
حرب المارون الأولى، هي صراع بين المارون الجامايكيين والسلطات الاستعمارية البريطانية. بدأ هذا الصراع نحو عام 1728 بقيادة العبيد الهاربين من مزارعهم، والذين عُرفوا لاحقًا بالهاربين من مساكن الجبال، واستمر حتى معاهدات السلام بين عامي 1739 و1740. أُطلق على هؤلاء العبيد اسم «المارون»، واستمروا بالاعتداء على الحكومة الاستعمارية البريطانية في جامايكا لسنوات عديدة، فبعد أن ذاقوا طعم الحرية، قرروا الحفاظ عليها بأي ثمن؛ ويمكن وصف تكتيكهم العسكري الرئيسي بأنه الأساس لما يُعرف اليوم بحرب العصابات. في حين تلا حرب المارون الأولى بخمسين عام ما يُعرف بحرب المارون الثانية.

## خلفية
هزم الإنجليز المستعمرين الإسبان في عام 1655 وسيطروا على معظم مستعمرة جامايكا؛ ولكن بعد فرار الإسبان، انضم الأفارقة المستعبدين سابقًا إلى الشعوب الأصلية في الأمريكيتين وبعض الأقليات الفئات الأخرى التي فرت سابقًا من العبودية، وسط جامايكا لتشكيل مجتمع ويندوارد مارون، التي تُعرف اليوم باسم الجبال الزرقاء. وازدهر عدد السكان البيض في جزيرة جامايكا بين عامي 1655 و1661 ليتضخم إلى نحو 12000 نسمة من البيض، ولكن لم يبق سوى 3000 شخص منهم، أو أكثر بقليل، في المنطقة بحلول عام 1662.
تضاءلت نسبة السكان البيض إلى نسبة العمال العبيد في العقود التالية، ليغلب عدد العبيد بشكل كبير جدًا على عدد المستوطنين البيض. لم تكن القوات البريطانية قادرةً على بسط سيطرتها على الجزيرة بأكملها، لذلك بقي جزء كبير منها، وخاصةً في القسم الداخلي، في أيدي المارون. برزت مناوشات دورية بين البريطانيين والمارون لمدة 76 عامًا، إلى جانب ثورات العبيد العرضية التي حصلت في ذلك الوقت. وفي عام 1673، تمرد 200 عبد من أبرشية آن باريش منشئين مجموعةً منفصلةً من المارون تحت اسم مارون ليوارد، إذ اتحد هؤلاء المارون مع مجموعة من الملغاشيين الذين نجوا من غرق سفينة ليشكلوا معًا مجتمعًا مارونيًا خاصًا بهم في أبرشية ساينت جورج في شمال شرق جامايكا. عززت عدة حركات تمرد أخرى أعداد مجموعة ليوارد هذه؛ وخاصةً تمرد 400 عبد في مزرعة ساتون، من أبرشية كلارندون بجامايكا، الذي أدى إلى تقوية مارون ليوارد بشكل كبير.
نشبت معارك حرب المارون الأولى بشكل دوري بين عامي 1728 و1740، وبرزت بين قيادات المارون في هذا الصراع كل من ملكة المارون (ناني أوف ذا مارون) وكواو في صفوف مارون ويندوارد، وكودجو وأكومبونغ بين صفوف في مارون ليوارد. قاتل عدد من قباطنة المارون تحت هذه القيادات، مثل ويلكوم وجيدو وناني تاون.